# Hydrocotyle umbellata
Hydrocotyle umbellata är en växtart i släktet Hydrocotyle och familjen araliaväxter. Den beskrevs av Carl von Linné 1753.
Arten är en helofyt som förekommer i stora delar av Nord- och Sydamerika. Den används som medicinalväxt och matväxt.